# Wilfrid Emmett Doyle
Wilfrid Emmett Doyle, né le 18 février 1913 à Calgary en Alberta et décédé le 14 septembre 2003, était un prélat canadien de l'Église catholique. Il fut évêque du diocèse de Nelson en Colombie-Britannique de 1958 à 1989.

## Biographie
Wilfrid Emmett Doyle est né le 18 février 1913 à Calgary en Alberta. Il étudia à l'Université d'Alberta de laquelle il obtint un baccalauréat universitaire ès lettres en 1935. Il étudia également la théologie au séminaire Saint-Joseph d'Edmonton. Il fut ordonné prêtre le 5 juin 1938 par l'archevêque John Hugh MacDonald (de) pour l'archidiocèse d'Edmonton. Il continua ses études au séminaire de l'Université Saint-Paul d'Ottawa et obtint un doctorat en droit canonique en 1949. Il devint plus tard chancelier de l'archidiocèse d'Edmonton.
Le 9 novembre 1958, il fut nommé évêque du diocèse de Nelson en Colombie-Britannique par le pape Jean XXII et fut consacré évêque le 3 décembre de la même année par Mgr Giovanni Panico. Il participa au IIe concile œcuménique du Vatican. Il démissionna le 6 novembre 1989 et alla travailler pour le diocèse de Kamloops jusqu'en 2001 lorsqu'il déménagea à la maison de prières Sainte-Elizabeth-Seton à Kelowna, qu'il établit alors qu'il était évêque. Il décéda à Kelowna le 14 septembre 2003 et est inhumé à Nelson.